# Звездоплодник частуховый
Звездопло́дник часту́ховый, или частухови́дный (лат. Damasōnium alīsma), — многолетнее травянистое растение; вид рода Звездоплодник (Damasonium) семейства Частуховые (Alismataceae).

## Ботаническое описание
Многолетнее растение. Корневище короткое, толстое.
Стебель высотой 10—30 см, простой или лишь кверху ветвистый, иногда при основании дугообразно приподнимающийся. Листья в прикорневой розетке, на длинных черешках, листовая пластинка длиннояйцевидная или ланцетовидная, при основании округлённая или слабосердцевидная, с тремя жилками, на верхушке туповатая.
Цветоносы 1—3 см длиной, толстоватые, прямостоячие, реже отогнутые. Соцветие зонтиковидное или сложное метёлковидное. Прицветный лист около 5 мм длины. Цветки по 5—10 и более, собранные в мутовки, трёхчленные. Лепестки белые, у основания жёлтые, вдвое и более длиннее чашелистиков, широкие. Чашелистики широкояйцевидные, зелёные, с плёнчатым краем. Цветоножки 1—3 см длиной, толстоватые, прямостоячие, реже отогнутые.
Плод сборный, из шести — семи листовок, расположенных звёздчато. Плодики 5—10 мм длины, ребристые, с длинным, на верхушке крючкообразно загнутым носиком. Цветёт в мае — июне.

## Распространение и местообитание
Ареал — Северная Африка, Средиземноморье, Восточное Закавказье, Атлантическая и Центральная Европа, Средняя Азия, Западная Сибирь, Кавказ, Нижнее Поволжье. На Украине — в Причерноморской степи: Луганская, Херсонская, Запорожская области.
Лимитирующие факторы — нарушение естественных биотопов, загрязнение воды, вытаптывание мелководных участков водоёмов при выпасе скота, изменение их гидрологического режима.

## Синонимика
По данным The Plant List на 2010 год, в синонимику вида входят:
- Actinocarpus damasonium (L.) Sweet
- Actinocarpus europaeus Spreng.
- Actinocarpus maior Bercht. & J.Presl
- Actinocarpus stellatus Bubani
- Alisma damasonium L.
- Alisma stellatum Lam.
- Damasonium alisma subsp. stellatum (Lam.) Maire
- Damasonium dalechampii Gray
- Damasonium damasonium  (L.) Asch. & Graebn. nom. illeg.
- Damasonium stellatum (Lam.) Thuill.
- Damasonium vulgare Coss. & Germ.

## Охранный статус

### В России
В России вид входит в Красные книги таких регионов, как Астраханская, Волгоградская и Саратовская области.

### На Украине
Входит в Красную книгу Украины, охраняют в заповеднике «Аскания-Нова».